# Межаков-Каютов, Сергей Павлович
Серге́й Па́влович Межако́в-Каю́тов (1861—1912) — общественный и государственный деятель, Минский вице-губернатор, член Государственного совета Российской империи; действительный статский советник (1911).

## Биография
Родился в 1861 году в русской православной семье дворян Московской губернии помещика Павла Ивановича Каютова и его жены Надежды Андреевны. Был старшим ребёнком в семье; после него родились: брат Андрей (1867—1931) и сёстры Анна (ок. 1869—?) и Елизавета.
В 1885 году действительным студентом окончил юридический факультет Московского университета и 30 августа начал службу в Московской судебной палате кандидатом на судебные должности. Через 7 месяцев был назначен чиновником по крестьянским делам сначала Сольвычегодского, а потом Никольского уезда Вологодской губернии, в которых провёл первые 5 лет своей службы. В 1890 году он стал начальником 3-го участка Богородского уезда Московской губернии; с 1891 года — начальник 3-го участка Кадниковского уезда Вологодской губернии и гласный Кадниковского уездного и Вологодского губернского земских собраний; член губернского училищного совета.
Женившись на дочери Кадниковского уездного предводителя дворянства Александра Александровича Межакова (1839—1897) — Марии Александровне Межаковой, жил в селе Никольское. Его тесть — потомок Филата Межакова, атамана Войска Донского, которому село Никольское было пожаловано за участие в освобождении Москвы от поляков в 1612 году. В 1892 году в семье Сергея и Марии родился сын — Александр Сергеевич (вместе со своей женой Ксенией Владимировной Межаковой-Каютовой он будет арестован в 1919 году по обвинению в контр-революционной деятельности по «Делу Каютовых, Радугина и пр.»; в 1938 году вновь будет арестован по обвинению в участии в контр-революционной террористической организации и расстрелян на полигоне Коммунарка; реабилитирован в 1956 году).
С 1895 года по избранию прихожан Николаевской Заболотской церкви Кадниковского уезда Сергей Павлович Каютов был помощником церковного старосты; с 1898 года — церковный староста. По ходатайству своего тестя, согласно указу Сената 28 июля 1898 года, Сергей Павлович присоединил к своей фамилии фамилию тестя и был внесен в VI часть родословной книги Вологодского дворянства под двойной фамилией «Межаков-Каютов».
С 25 июля 1900 года он был непременным членом губернского присутствия. В 1901 году был гласным Кадниковской уездной земской управы от 1-го избирательного собрания и директор Кадниковского уездного отделения попечительного общества о тюрьмах. Дворянством Вологодской губернии Сергей Павлович Межаков-Каютов был избран: выборщиком члена Государственного Совета и членом губернского по делам о выборе членов Государственной Думы комитета. Кадниковским уездным и Вологодским губернским земским собраниями был избран: членом губернского училищного совета; почетным мировым судьей Кадниковского уезда с 1901 года;  членом губернского попечительного комитета о народной трезвости; членом попечительного совета 1 и 2 женских гимназий в городе Вологде; членом комиссии по народному образованию при губернской земской управе; представителем в совете по делам местного хозяйства; членом губернского экономического совета; членом губернской землеустроительной комиссии.
В 1906 году он исполнял должность Вологодского губернатора; в 1907 году вновь временно управлял губернией. В 1908 году был приглашён на весеннюю сессию Совета по делам местного хозяйства Министерства внутренних дел.
Был избран 29 июня 1909 года членом Государственного совета Российской империи от Вологодского губернского земского собрания вместо выбывшего В. А. Кудрявого. Уже 12 июля 1909 года был назначен Минским вице-губернатором и, не имея возможности одновременно исполнять две обязанности одновременно, 23 октября 1909 года сложил полномочия члена Государственного совета.
Умер 3 января 1912 года[по какому календарю?].
Сергей Павлович Межаков-Каютов имел в селе Никольское библиотеку, которая собиралась ещё с XVIII века. Ещё до октябрьской революции 1917 года она была передана в Вологодскую губернскую библиотеку.

## Награды
В разное время пожалованы ордена: Св. Анны 2-й и 3-й степеней, Св. Станислава 2-й и 3-й степеней, Св. Владимира 4-й степени.
В 1897 и 1908 годах ему было выражено Высочайшее «благоволение» за служебные труды; имел медали: в память императора Александра III, коронационную, за труды по народной переписи и знак отличия «За поземельное устройство государственных крестьян»; в 1898 году награжден Синодом Библией за труды по народному образованию.